# Ehenbichl
Ehenbichl est une commune autrichienne du Tyrol située dans le district de Reutte.

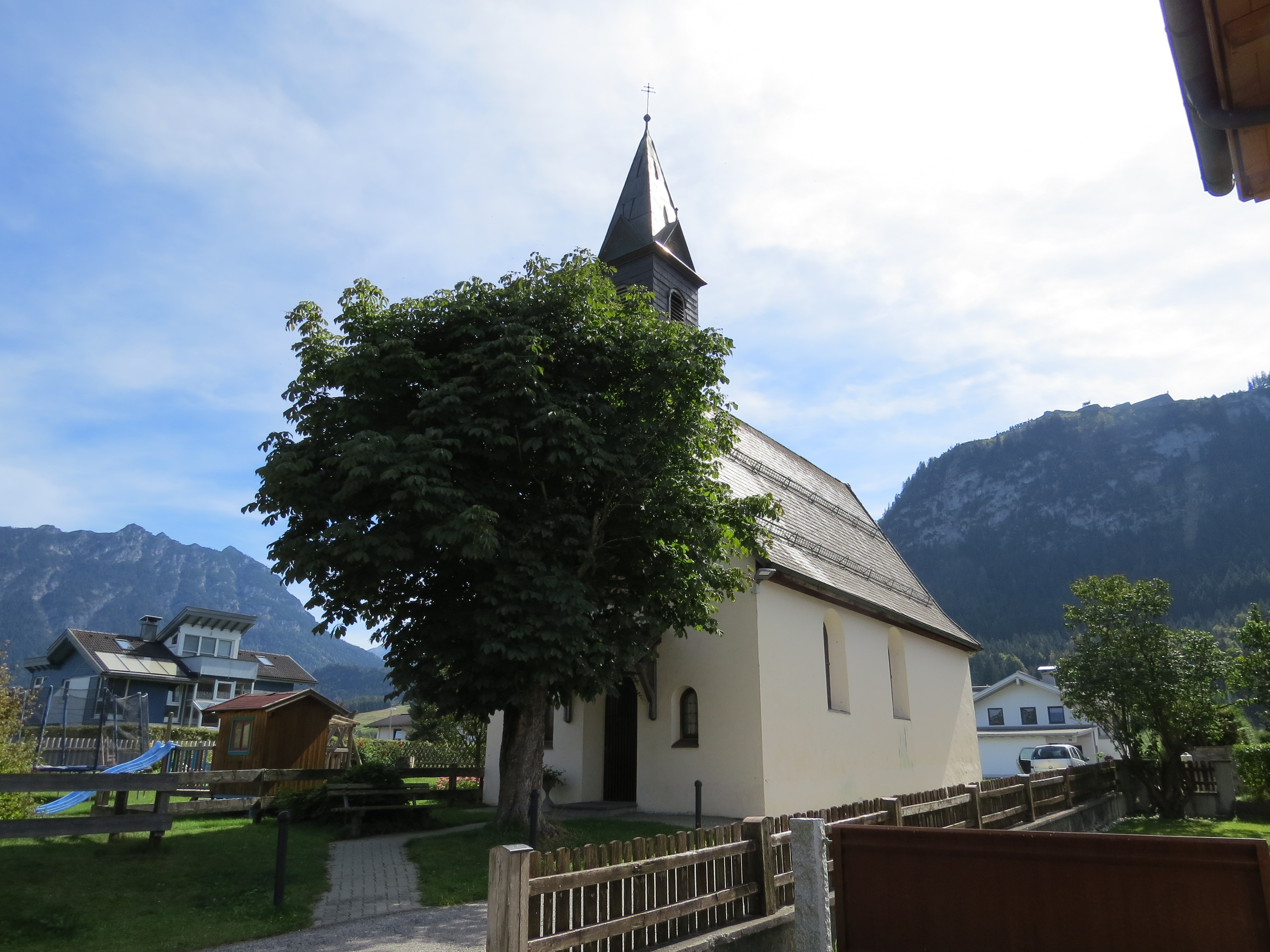
Chapelle à Ehenbichl

## Géographie
Ce village rue est situé sur la rive droite surélevée de la vallée de la rivière Lech, affluent du Danube, à l'élargissement de cette vallée. Par sa position haute, ce village a été épargné par les crues de la rivière. La rivière Lech est, de sa source jusqu'à Ehenbichl, la dernière rivière non domestiquée d'Europe.

## Histoire
Le nom de la commune retrouvé pour la première fois en 1404 rappelle un nom de famille. Le duc du Tyrol possédait au pied de la forteresse Ehrenberg un vaste enclos de cerfs (un détail du blason du village le rappelle). Le village d'Ehenbichl a été pendant quelque temps station de débarquement du bois transporté par flottage sur le Lech avant d'être acheminé par la route vers le col de Fern.

## Natifs d'Ehenbichl
- La skieuse alpine Nicole Hosp, vice-championne olympique du slalom, est née à Ehenbichl en 1983.